# 亚历山大·契里奇
亚历山大·契里奇（羅馬化：Aleksandar Ćirić，1977年12月30日—），塞尔维亚男子水球运动员。他曾代表南联盟、塞尔维亚和黑山、塞尔维亚参加2000年、2004年和2008年夏季奥林匹克运动会水球比赛，获得一枚银牌和二枚铜牌。